# Dan George
Dan George, né Geswanouth Slaholt, nom anglicisé en Dan Slaholt, également connu comme Chief Dan George (né dans la réserve amérindienne Burrard no 3 à Vancouver Nord (Colombie-Britannique, Canada) le 24 juillet 1899 - décédé à Vancouver (Colombie-Britannique, Canada) le 23 septembre 1981). Chef de la nation Tsleil-Waututh (francisé en « Capilanos » et anglicisé en « Burrard Band ») de 1951 à 1963, il fait carrière à Hollywood en tant qu’acteur à partir de 61 ans. Surtout connu pour ses rôles au cinéma (comme celui d'Old Lodge Skins dans Little Big Man de Arthur Penn), il est aussi renommé pour ses écrits et son engagement à faire connaître les Amérindiens, leur culture et leurs droits ancestraux auprès des allochtones.

## Les débuts d'un chef amérindien
Nommé Geswanouth Slaholt (signifiant « Tonnerre venant de l’eau par-dessus la Terre ») à sa naissance dans la bande Squamish qui vit sur la rive nord de la baie Burrard, son nom anglicisé est Dan Slaholt. II doit changer de nom à l’âge de cinq ans pour aller à l’école missionnaire (la Mission catholique des Oblats) où les langues amérindiennes sont interdites pour des motifs d’assimililation.
Il quitte l’école, malgré sa volonté, à l'âge de 16 ans car le financement gouvernemental en éducation s’arrête à cet âge pour tous les gens de son peuple. « Je me rappelle avoir pleuré quand je suis parti, parce que je sentais que si j’avais à me rendre quelque part, j’avais besoin d’étudier et d’apprendre plus. Mais j’ai emballé mes vêtements et marché les kilomètres jusqu’à chez moi », dira-t-il à sa biographe Hilda Mortimer. 
Il travaille d'abord comme bûcheron. À son mariage en 1917, son père l’aide à trouver un emploi dans le port de Vancouver : il y sera débardeur pendant près de trente ans, jusqu’à ce qu’un chargement de bois lui tombe dessus. Il devient ensuite chauffeur d’autobus scolaire. 
En 1951, il est élu chef par sa bande, en remplacement de son frère aîné Harry. Il le sera jusqu’en 1963.

## Un chef amérindien acteur à Hollywood

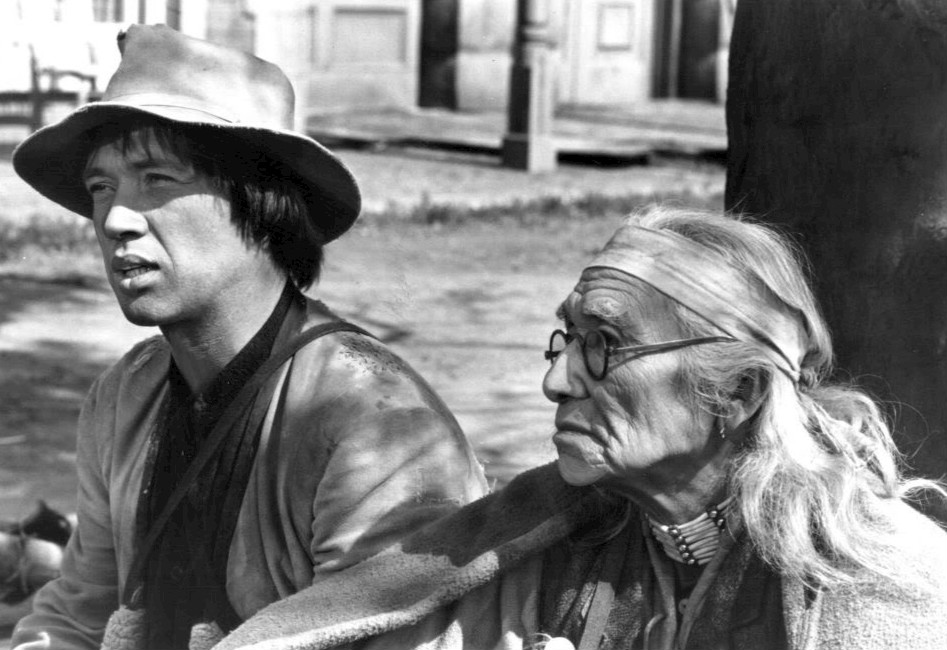
David Carradine et Chief Dan George dans Kung Fu en 1973.

Dan George obtient son premier rôle en 1959, à l’âge de 60 ans. L’histoire raconte que la CBC (Canadian Broadcast Television), qui produisait alors la série télévisée Cariboo Country, cherchait d’urgence un remplaçant pour le rôle de Ol’Antoine car l’acteur était tombé malade. Son fils aîné Bob - qui interprétait un rôle secondaire dans la série– suggéra à la production que le personnage soit joué par un véritable Amérindien et proposa son père. Par son interprétation, George Dan fit du personnage un élément moteur de la série, si bien que lorsque les studios Disney l’adaptèrent au cinéma (Smith!), il en eut le rôle et fut projeté sous les projecteurs d'Hollywood.
Il fait ensuite carrière sur scène à la suite d'une rencontre avec le dramaturge George Ryga : il interpréta le rôle du père de Rita Joe dans The Ecstasy of Rita Joe. La première a lieu au Vancouver Playhouse en 1967 et la pièce est reprise en 1969 au Centre national des arts à Ottawa en 1969. « En lui, j’ai vu le symbole classique de l’intégrité Amérindienne, dira plus tard George Ryga. J’ai senti que je comprenais ses valeurs, son sens de la communauté, la continuité d’une génération à l’autre. »
Le 1er juillet 1967, il récite l’un de ses textes (Lamentation pour la confédération - Lament for Confederation) à l’Empire Stadium de Vancouver dans le cadre des célébrations du centenaire du Canada. Sa prestation est considérée importante dans l’activisme politique des pro-Amérindiens.
Sa carrière d’acteur prend véritablement son envol en 1970, lorsqu’il interprète Old Lodge Skins dans Little Big Man, film Américain réalisé par Arthur Penn dans lequel il donne la réplique à Dustin Hoffman. Dans la critique du New York Times, on pouvait lire : 
« Il incarne tout ce qui est sage, terreux et noble avec l’âge. Cet Amérindien ne s’évanouira pas de notre mémoire, et le film concrétise l’esprit endurant de l’humanité. » Sa composition lui vaut trois prix et deux nominations dans la catégorie Meilleur Second Rôle : aux Oscars et aux Golden Globes. 
Il interprète par la suite de nombreux rôles au cinéma (voir sa filmographie). 
Il est auteur de plusieurs livres dont des recueils de poèmes, et est aussi un orateur engagé qui tente de faire connaître la pensée traditionnelle et les valeurs de son peuple tout en faisant valoir les droits des Indigènes d’Amérique du Nord. 
Il est aussi cofondateur, musicien et chanteur d'un groupe du style country Fire weed, composé de membres de sa famille et de sa tribu. En 1973 , ils enregistrent un disque " My  blue heaven", et un autre en 1974 " Chief Dan George and Fire weed - Circle " 
Il est membre fondateur de l'Union des chefs de tribus de la Colombie britannique, et il fut nommé Officier de l’Ordre du Canada en 1971.
Sa lettre, « Je suis né il y a mille ans », a été lue lors d'un congrès consacré au développement de l'Arctique et à l'avenir des sociétés inuit en 1975.
Il est décédé à 82 ans d'une insuffisance cardiaque le 23 septembre 1981 à Vancouver (Canada).

## Filmographie
- 1960 : Cariboo Country (série TV) : Ol' Antoine
- 1969 : Smith! : Ol' Antoine
- 1970 : Little Big Man : Old Lodge Skins
- 1972 : À bon pied, bon œil
- 1972 : The Special London Bridge Special : The Big Chief
- 1972 : Cancel my Reservatio : Old Bear
- 1973 : Ancient Warrior (Vieux Guerrier) dans la série Kung Fu
- 1974 : Chief Dan George Speak
- 1974 : A Different Drum : Grandfather
- 1974 : Alien Thunder : Sounding Sky
- 1974 : Harry et Tonto (Harry and Tonto) : Sam Two Feathers
- 1974 : Mes amis les ours (The Bears and I) : Chief Peter A-Tas-Ka-Nay
- 1975 : Cold Journey'
- 1976 : Josey Wales hors-la-loi (The Outlaw Josey Wales) : Lone Watie
- 1976 : Shadow of the Hawk : Old Man Hawk
- 1978 : Colorado ("Centennial") (feuilleton TV) : Old Sioux
- 1979 : Americathon : Sam Birdwater
- 1979 : Spirit of the Wind (L'Esprit du vent) : Moses
- 1979 : L'Incroyable Hulk : La Tombe Sacrée ("Loup Solitaire")
- 1980 : Nothing Personal : Oscar

## Récompenses et Nominations

### Récompenses
- 1971 : Laurel Award : "Meilleur acteur dans un second rôle" pour Little Big Man
- 1971 : NSFC Award : "Meilleur acteur dans un second rôle" pour Little Big Man
- 1971 : NYFCC Award : "Meilleur acteur dans un second rôle" pour Little Big Man.

### Nominations
- 1971 : Oscar du cinéma : "Meilleur acteur dans un second rôle" pour Little Big Man
- 1971 : Golden Globe Award : "Meilleur acteur dans un second rôle" pour Little Big Man.